# Terrassenwagen

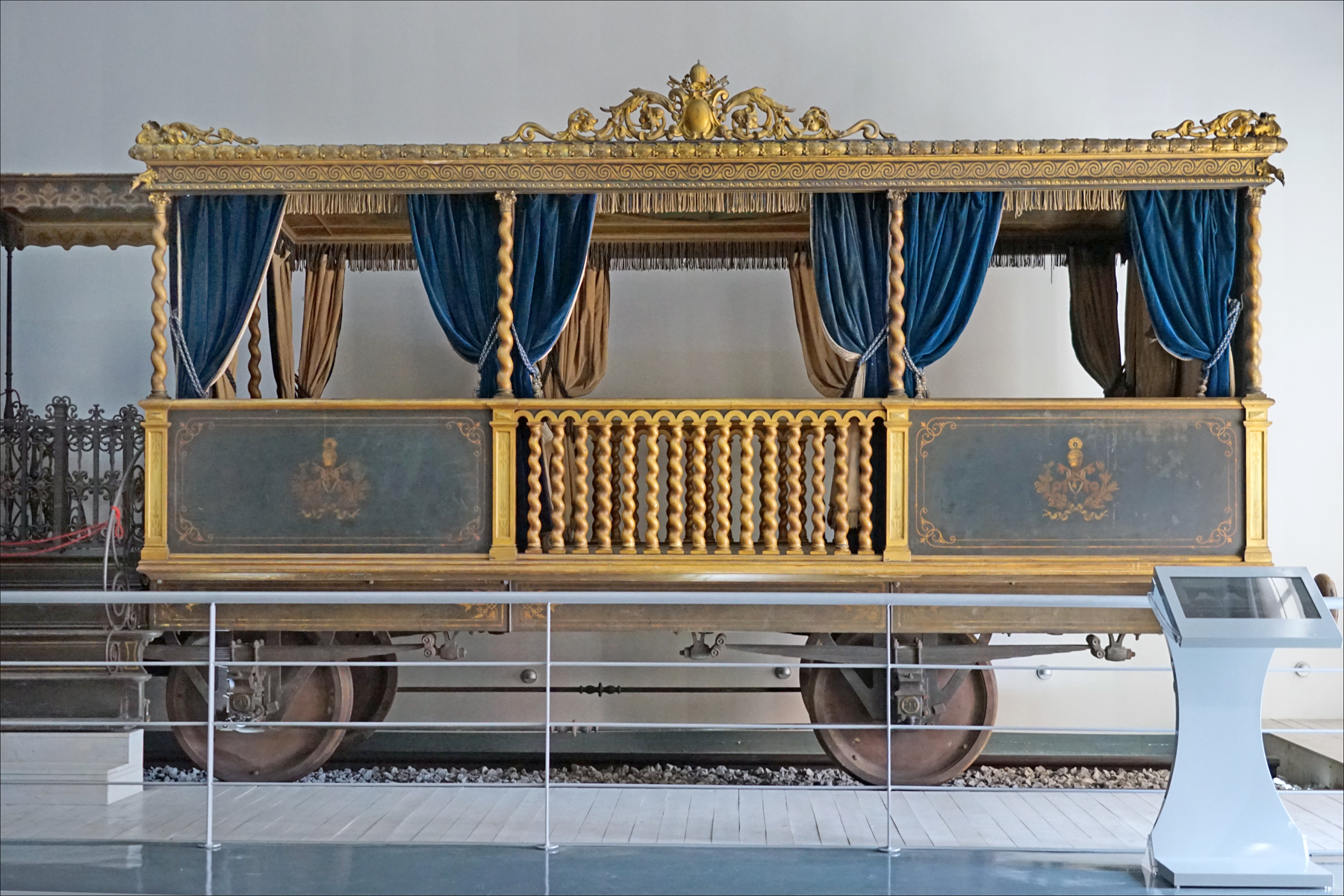
Terrassenwagen von Papst Pius IX.

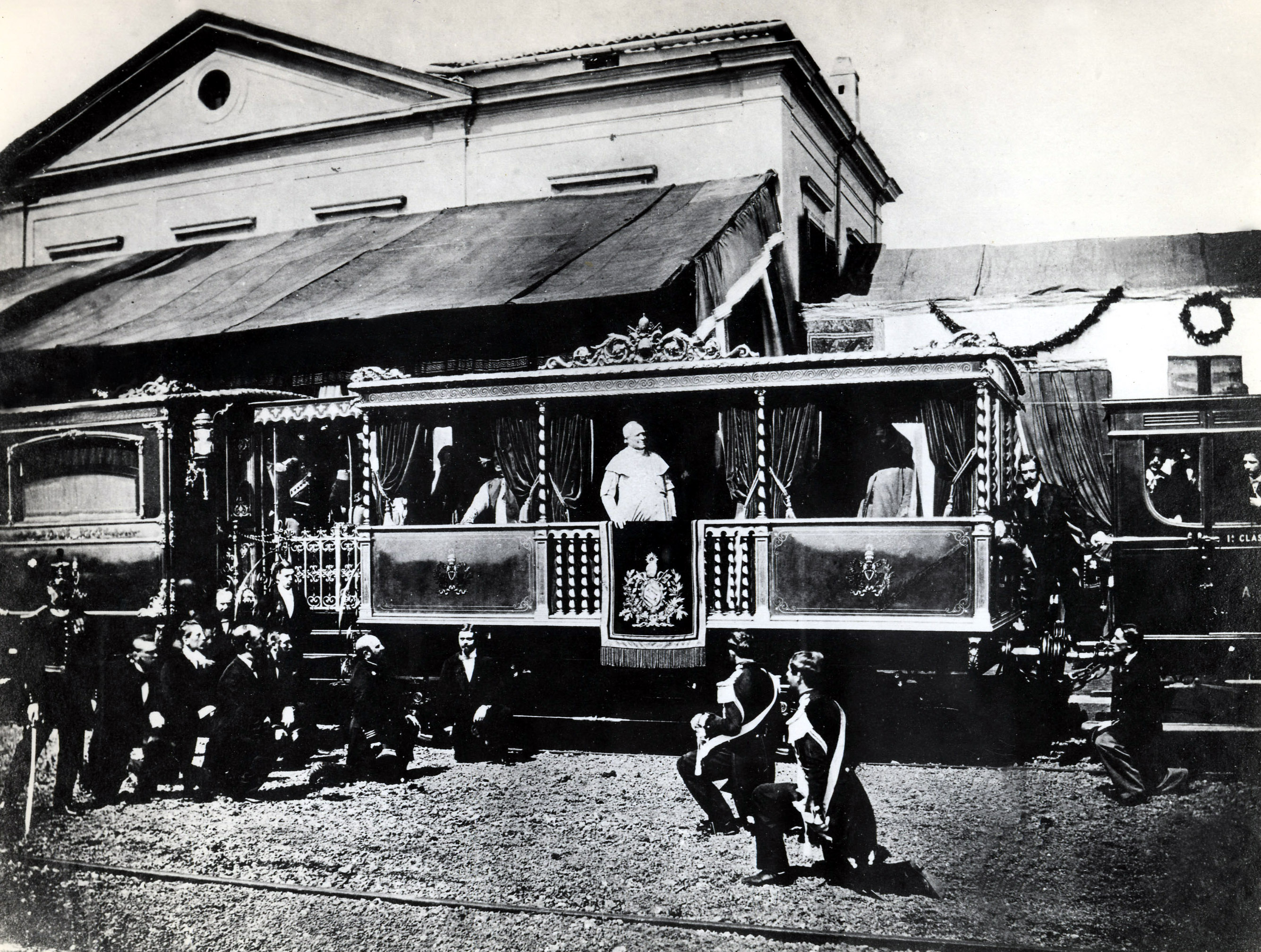
Papst Pius IX. auf seinem Terrassenwagen

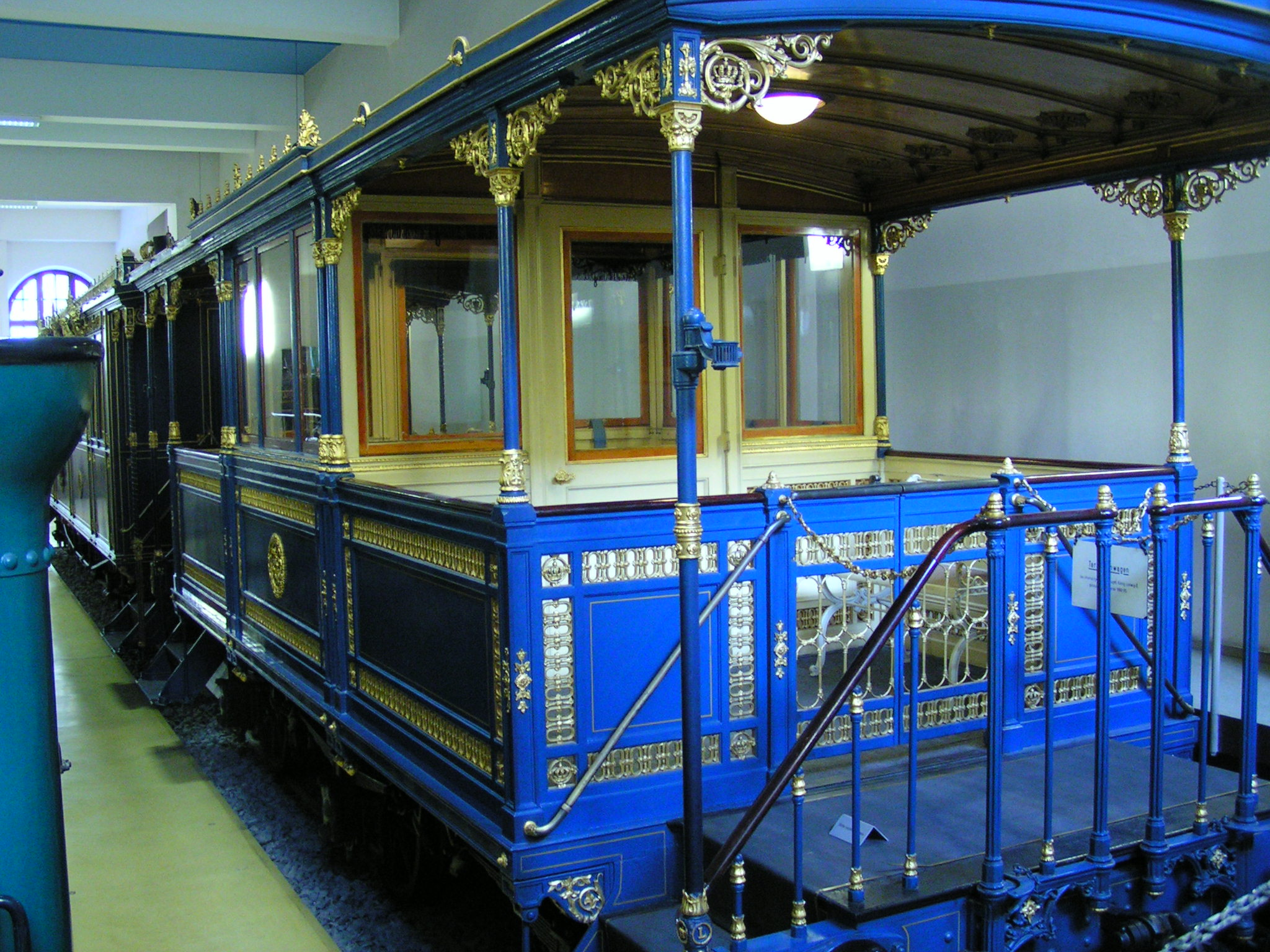
Terrassenwagen König Ludwigs II. von Bayern

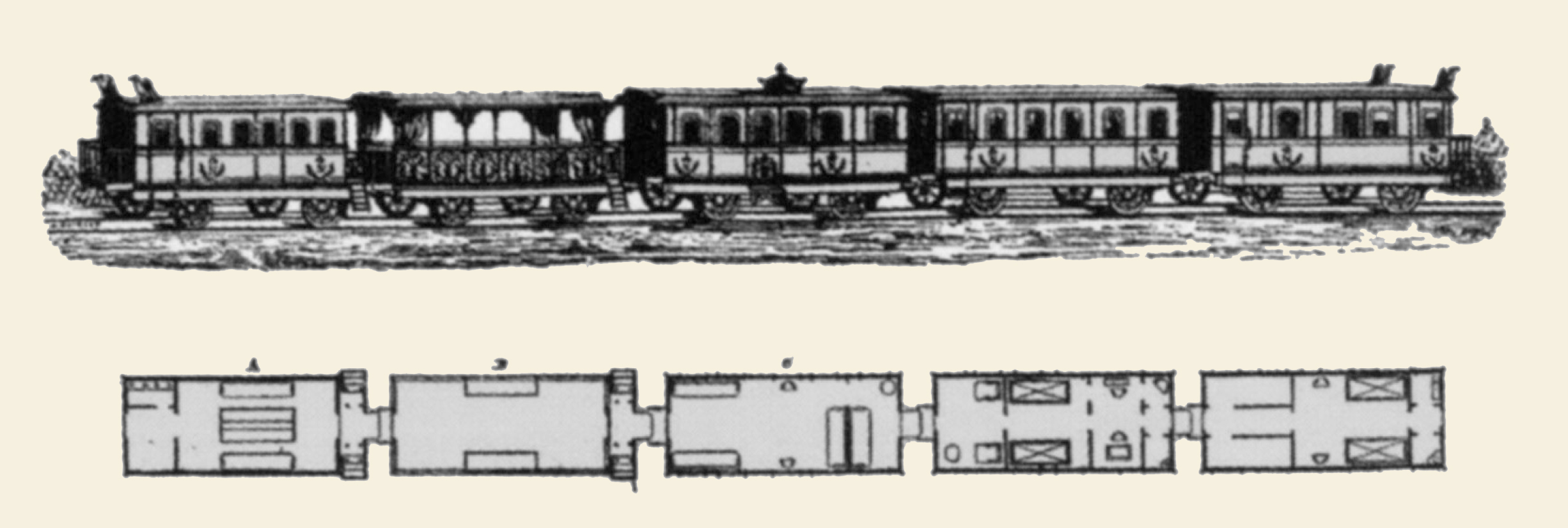
Terrassenwagen im Hofzug der P.O. für Napoleon III. (zweiter von links)

Terrassenwagen waren Personenwagen, die in Hofzüge eingestellt wurden und eine besonders gute Sicht und Aussicht ermöglichen sollten.

## Bauform und Geschichte
Der Wagenkasten eines Terrassenwagens ist insgesamt oder zum größten Teil zwischen der Brüstung und dem Dach offen. Er ermöglicht so zum einen eine besonders gute Rundumsicht, zum andern bot er eine sehr gute Möglichkeit dafür, dass sich der Herrscher seinen Untertanen in der Vorbeifahrt gut sichtbar präsentierte. Das funktionierte jedoch nur bei passendem Wetter und entsprechenden Temperaturen. Die (jahres)zeitlichen Möglichkeiten, solche Fahrzeuge in Europa einzusetzen, waren damit begrenzt. Zum anderen konnten die Fahrzeuge nur verwendet werden, solange die Fahrgeschwindigkeit der Züge gering war. Ihr Bau beschränkte sich so auf die Anfangszeit der Eisenbahn.

## Fahrzeuge
Eine Reihe derartiger Fahrzeuge sind bezeugt, aber nur wenige erhalten:
erhaltene Fahrzeuge
- Terrassenwagen König Ludwigs II. von Bayern von 1865, heute im Verkehrsmuseum Nürnberg
- Terrassenwagen des Hofzuges von Papst Pius IX. von 1858, heute im Museo Centrale Montemartini in Rom[Anm. 1]

weitere Fahrzeuge
- Terrassenwagen des Hofzugs der Compagnie du chemin de fer de Paris à Orléans von 1856 für Kaiser Napoleon III. Der Wagen hatte zwei Achsen und war 7,58 m lang.[2]

- Terrassenwagen des Hofzugs der Chemins de fer de l’Est von 1858 für Napoleon III. Das Fahrzeug hatte zwei Achsen.[3]
- Terrassenwagen in einem chinesischen Hofzug, den der Vizekönig nutzte.[1]